# Thermo Fisher Scientific

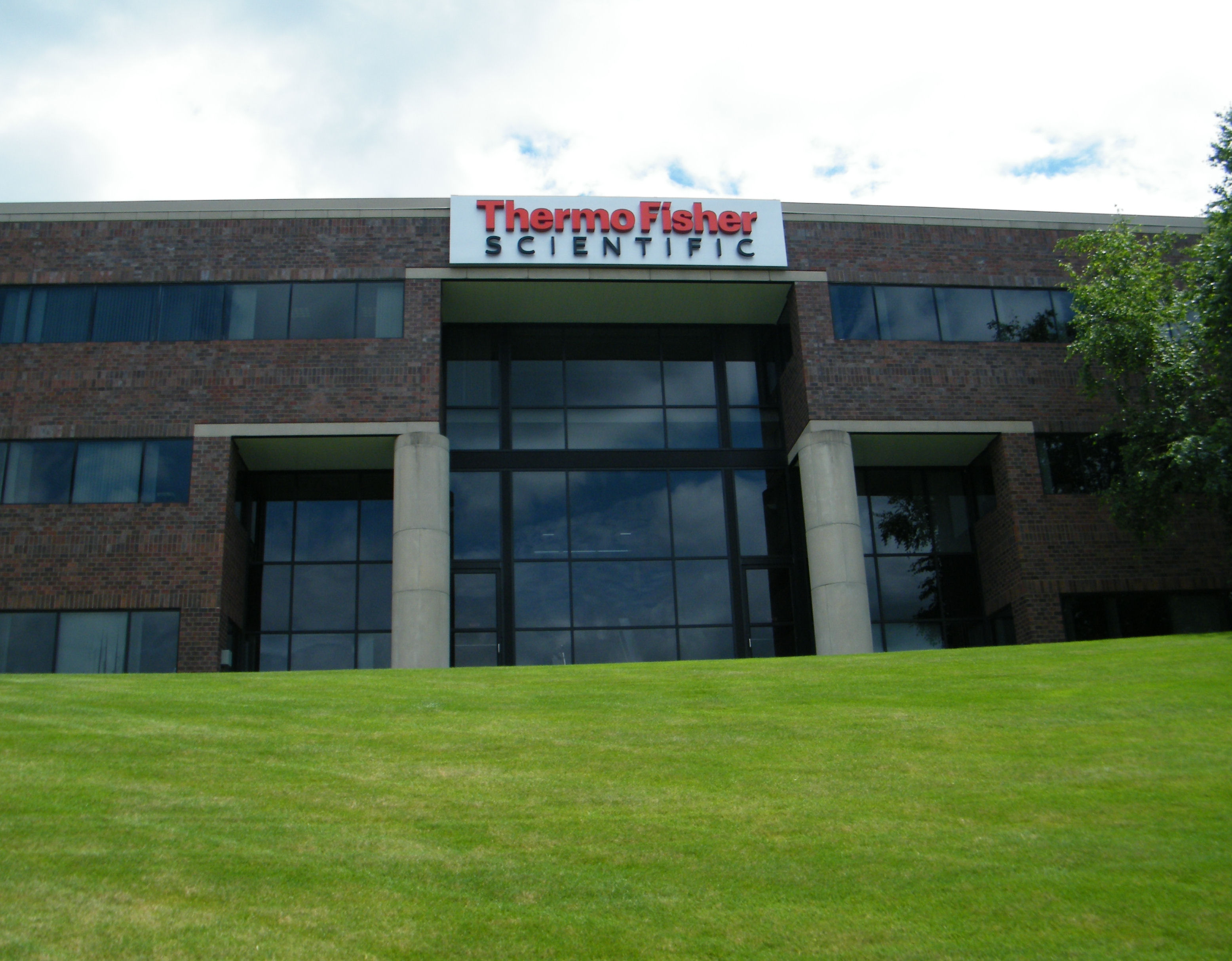
Oficina Central de Thermo Fisher Scientific en Waltham, MA

Thermo Fisher Scientific es una empresa de desarrollo de productos multinacional estadounidense de biotecnología creada en 2006 por la fusión de Thermo Electron y Fisher Scientific.
En abril de 2013, tras una licitación pública con Hoffmann-La Roche, Thermo Fisher adquirió Life Technologies Corp por $ 13.6 mil millones en un acuerdo que ubicaría a la empresa como una de las empresas líderes en los mercados de equipos de pruebas genéticas y de laboratorio de precisión.

## Predecesores y fusión
Thermo Electron fue cofundada en 1956 por George N. Hatsopoulos y Peter M Nomikos. Hatsopoulos es un doctorado del MIT en ingeniería mecánica y Nomikos un graduado de la Escuela de Negocios de Harvard. Se centró en el suministro de productos y servicios analíticos y de laboratorio, y tuvo unos ingresos de más de $ 2 mil millones en 2004
Fisher Scientific fue fundada en 1902 por Chester G. Fisher originario de Pittsburgh. Se centró en el suministro de equipos de laboratorio, productos químicos, suministros y servicios utilizados en la asistencia sanitaria, la investigación científica, seguridad y educación.
El 14 de mayo de 2006 Thermo Electron y Fisher Scientific anunciaron que se iban a  fusionar en un intercambio libre de impuestos; y la compañía pasó a llamarse Thermo Fisher Scientific. El 9 de noviembre de 2006 las compañías anunciaron que la fusión había sido completada. Sin embargo, la Comisión Federal de Comercio dictaminó que esta adquisición era contraria a la competencia con respecto a los evaporadores centrífugos, requiriendo a Fisher desinvertir en Genevac.  En abril de 2007, Genevac fue vendida a Riverlake Partners LLC y la adquisición cerro con la aprobación de la Comisión Federal de Comercio.
Actualmente los productos de la compañía son vendidos bajo los nombres de Thermo Scientific, Fisher Scientific, y muchas otras marcas reconocidas (ej. Chromacol, Nalgene, Cellomics, Cole-Parmer, Pierce Protein Research y Fermentas). Según cifras de la compañía, el 46% de sus ventas es en el campo de ciencias de la vida, el 20% en tecnologías sanitarias, y el 34% en el campo de la industria ambiental y la seguridad.
Thermo Fisher tiene oficinas y centros operacionales en muchos países, mayormente en Estados Unidos y en Europa.
En mayo de 2011, Thermo Fisher Scientific Inc. adquirió Phadia para expandirse en el sector de pruebas contra alergias y enfermedades autoinmunes por 2.47 mil millones de euros (3.5 mil millones de dólares).
En abril de 2021, Thermo Fisher anunció la adquisición de PPD, Inc., una organización de investigación por contrato, por un precio total de compra en efectivo de $17,400 millones, más la asunción de aproximadamente $3,500 millones de deuda neta. PPD generó $4700 millones en ingresos durante el año fiscal 2020 y esta transacción, que valora su empresa en aproximadamente $20 900 millones. En noviembre, la empresa anunció que adquiriría PharmaFluidics y su gama μPAC de productos de cromatografía basados en microchips.